# 茨城急行自動車
茨城急行自動車株式会社（いばらききゅうこうじどうしゃ、英: IBAKYU Motor Corp.）は、東武鉄道系列で朝日自動車グループのバス会社。社内・外共「茨急（いばきゅう）バス」の略称で呼ばれることが多い。

## 概要
埼玉県・千葉県・茨城県でバス事業を営む、東武鉄道系列・朝日自動車グループの会社である。
1950年（昭和25年）に内山運輸として創業。1963年（昭和38年）に東武グループ入りし、現在の社名に改称した。
当初の運行エリアは社名の通り茨城県が中心だったが、年々埼玉県・千葉県方面へシフトし現在では茨城県内の下妻市・筑西市からは撤退している。
路線バスのほか企業送迎・前橋競輪場送迎バスの特定輸送も行っていたが、公式サイトの企業案内によれば、2024年現在、特定輸送の免許は有していない。
昭和末期の時点では、東武鉄道と阪東自動車が折半という株主構成であった。かつて茨急で阪東からの譲渡車が多かった（そのほとんどは後述の「富士重車体の日野車」だった）のは、かかる資本関係も要因であった。しかし、平成に入り東武グループ全体の資本関係を見直すこととなり、幾多の整理過程を経て、現在では東武鉄道系列の朝日自動車グループとしてバス事業を展開している。

## 事業所
- 本社（登記上本店所在地、実事務所は所在しない）
  - 東京都墨田区押上1丁目1-2
    - 東京都墨田区押上の東京スカイツリータウン内
- 松伏営業所（公式サイト及び東武鉄道公式サイトグループ一覧上の会社所在地）
  - 埼玉県北葛飾郡松伏町大字築比地24-1
    - 2008年（平成20年）2月16日、PASMO導入。
    - 2023年（令和5年）9月8日までは、同じ地区の番地違いの松伏町大字築比地28-1、埼玉県道42号松伏春日部関宿線沿い、「大正大学入口」停留所前にあったが、県道から中に入った裏道と民家を挟んで裏手（南南西方面）にある第2駐車場（現地標識より）として使用していた敷地（現在地）を拡張して新事務所を新築の上で、2023年9月9日付で移転した[3]。
    - 旧所在地には、グループの自動車整備会社朝日カーメンテナンスの松伏MSが設置された[4]
- （閉鎖）下妻営業所
  - 茨城県下妻市下妻198-1
    - 創業地。1975年（昭和50年）の一時期、敷地一部を東武鉄道下妻出張所に貸与している。1977年（昭和52年） 茨城県坂東市辺田に新設した岩井営業所へ本社機能および管理車両を移管し閉鎖。
- （閉鎖）岩井営業所
  - 茨城県坂東市辺田349-17
    - 1977年（昭和52年）に新設され、下妻営業所より本社機能を移転した。最寄り停留所は「辺田」（廃止）。1981年（昭和56年）4月1日、本社機能を松伏営業所へ移転。その後も辺田（岩井） - 沓掛 - 下妻線の折返場としてあったが1996年（平成8年）3月31日同線廃止の後、売却。
- （閉鎖）野田営業所
  - 千葉県野田市野田128-1
    - 2001年（平成13年）に東武鉄道野田出張所を引き継いで発足した営業所である。2008年（平成20年）2月16日にPASMOを導入。最寄り停留所は「野田市駅」。
    - 2023年10月6日で営業を終了し、翌2023年10月7日付で松伏営業所へ統合された[3]。元々、公式サイトの路線図では松伏営業所と一体化されていた[5]。事務所建物の駅寄りにミニストップ野田市駅前店が営業していたが、営業所統合に先駆けて8月に閉店している。駅前のため、再開発用地となる予定。
- 古河営業所
  - 茨城県古河市三杉町2丁目4-3
    - 1988年（昭和63年）に東武鉄道古河出張所を引き継いで発足した営業所である。同営業所では、PASMO・Suica等交通系ICカードに対応していない。2012年3月まで最寄停留所として「古河車庫」が設置されていた。その後、2023年4月より古河市ぐるりん号の停留所として「茨城急行自動車古河営業所」停留所が設置。
- 岩井車庫
  - 茨城県坂東市鵠戸1233-5
    - 管轄は松伏営業所（以前は野田営業所）。かつては東武バスの岩井出張所だったが、現在は敷地縮小の上で折返場となっている。なお、坂東市岩井地区には関東鉄道などが使用する「岩井バスターミナル」が置かれているが、茨城急行は東武時代から一貫して独自の車庫（折返場）を使用しており、岩井バスターミナルには乗り入れていない。
- （閉鎖）岩井（茨急）車庫
  - 茨城県坂東市岩井1519
    - 1977年（昭和52年）岩井営業所隣接の折返場供用開始まで自社で使用していた折返場。最寄り停留所は「岩井」および東武鉄道「茨急車庫前」（いずれも廃止）。1980年（昭和55年）廃止の下妻駅 - 北越谷駅線はここを通常運行と急行運行の区界としていた。
- 北茂呂車庫
  - 茨城県結城市北南茂呂107
    - 管轄は古河営業所。かつての茨城急行自動車本社で車両配置もあったが、出張所を経て、現在は折返場及び除籍車両の留置に使用されている。
- エローラ折返場
  - 埼玉県北葛飾郡松伏町ゆめみ野東3丁目14-9
    - 管轄は松伏営業所。最寄り停留所は「エローラ」。
- 野田梅郷住宅折返場
  - 千葉県野田市西三ケ尾484-138
    - 管轄は松伏営業所（以前は野田営業所）。最寄り停留所は「野田梅郷住宅」。
- 古河市三和庁舎折返場
  - 茨城県古河市仁連2065
    - 管轄は古河営業所。三和庁舎の駐車場敷地内にバスの待機場がある。最寄り停留所は「古河市三和庁舎」。

## 現行路線

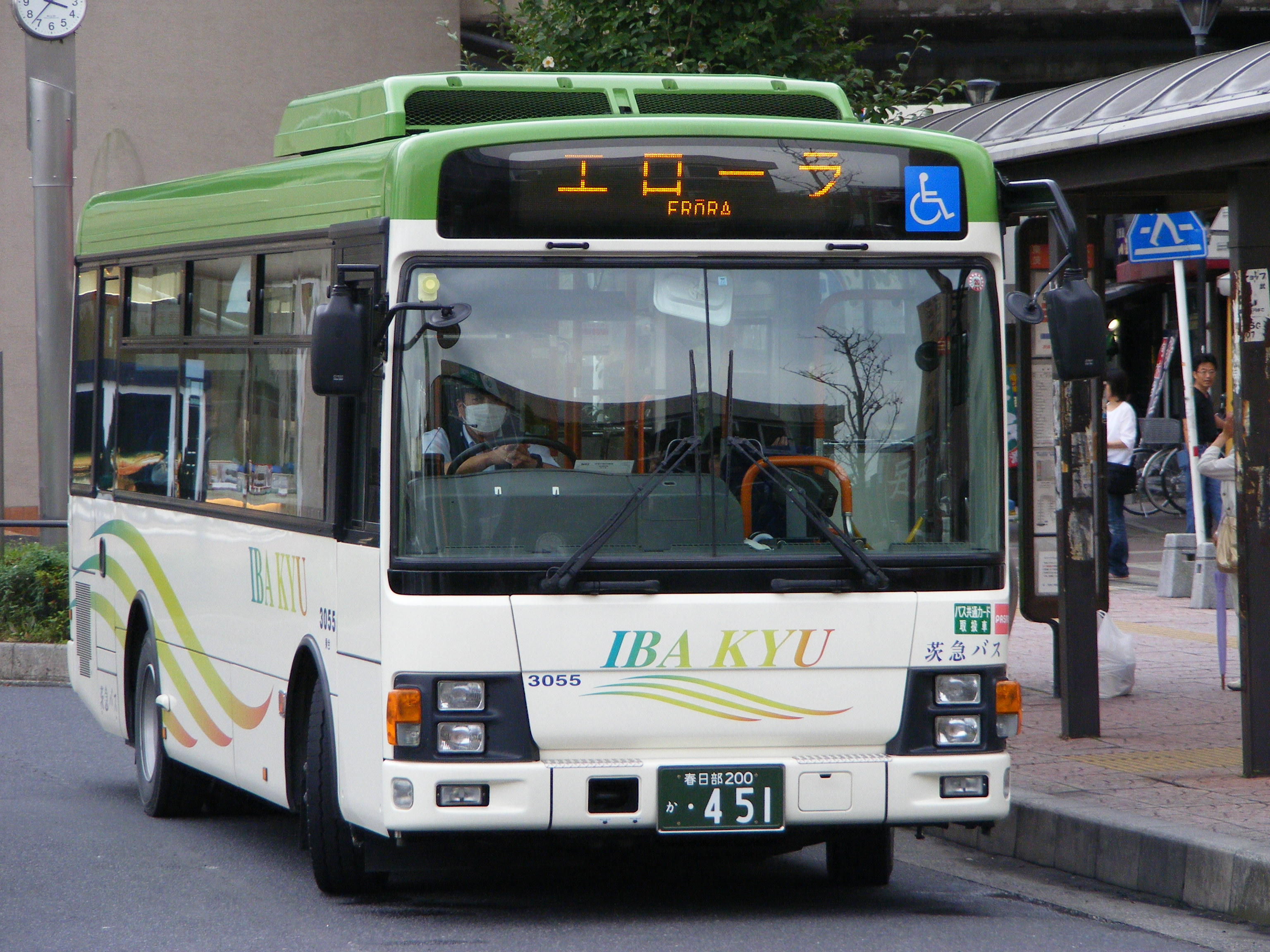
吉川駅発着のバス

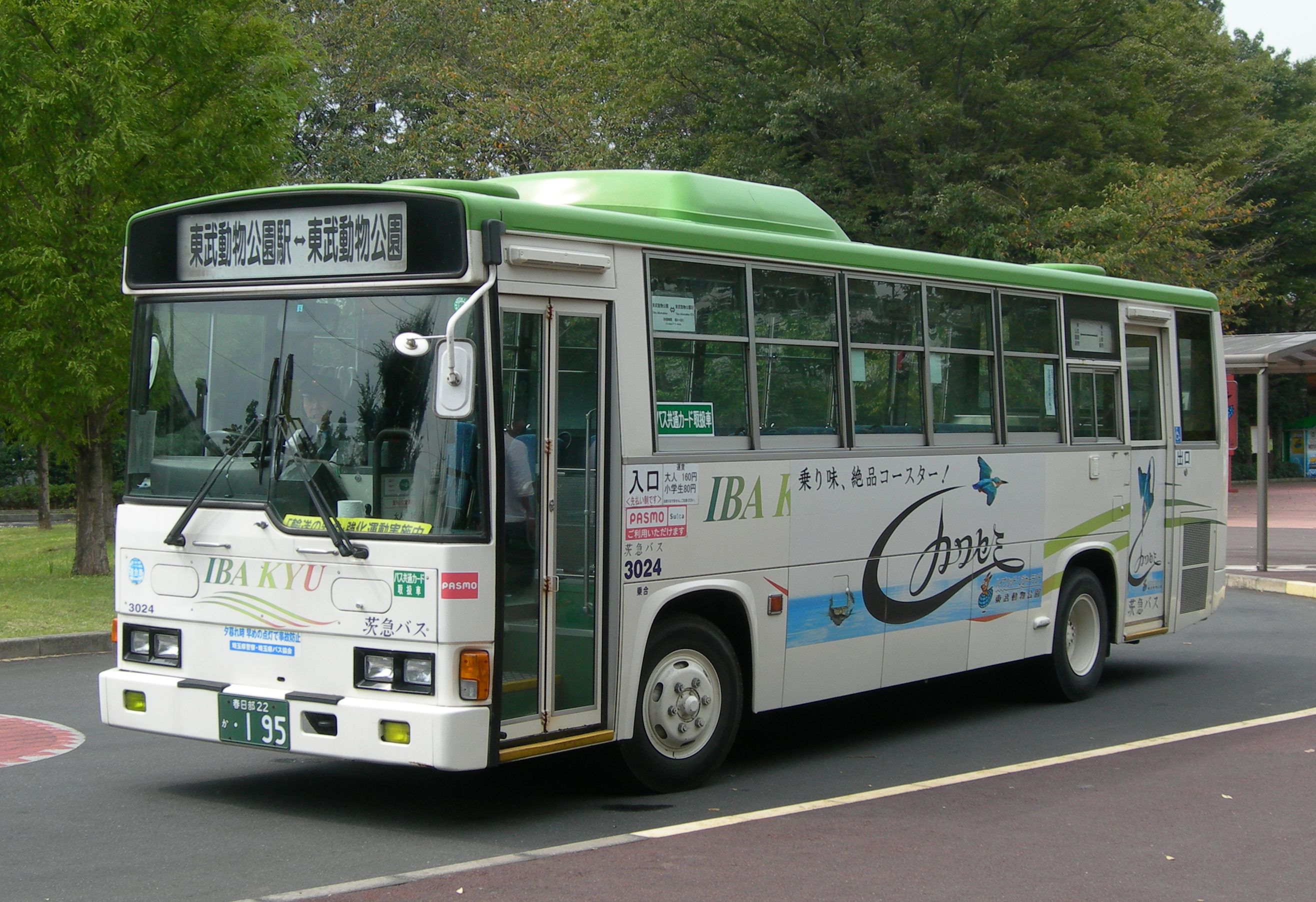
東武動物公園駅発着のバス

系統番号は公式ウェブサイトの時刻表およびバスロケーションシステムで使用されており、現在のところ車両には表示されていない。

### 松伏営業所

#### 北越谷駅発着
- KK11 北越谷駅 - 東大沢橋 - 花田三丁目 - 赤岩入口 - ゆめみ野東 - 松伏高校前 - エローラ
- KK12 北越谷駅 - 東大沢橋 - 花田三丁目 - 赤岩入口 - ゆめみ野東 - 松伏高校前
- KK23 北越谷駅 - さぎたか第二公園 - 老人福祉センター（くすのき荘）

開通当初は途中止まりのさぎたか第二公園便も存在し、東武バス越谷営業所と共同運行していた。
- KK31 北越谷駅 - 東大沢橋 - 花田三丁目 - 赤岩入口 - 松伏 - 溜入下 - まつぶし緑の丘公園

平日朝と夕方の運行である。※花田三丁目を経由する。
- KK33 北越谷駅 - 東大沢橋 - 花田一丁目 - 赤岩入口 - 松伏 - 十一軒入口 - 大正大学入口
- KK34 北越谷駅 - 東大沢橋 - 花田一丁目 - 赤岩入口 - 松伏 - 十一軒入口 - 東埼玉テクノポリス南
- KK35 北越谷駅 - 東大沢橋 - 花田一丁目 - 赤岩入口 - 松伏 - 十一軒入口 - 松伏給食センターほほえみ

2023年（令和5年）10月6日までKK33系統は野田営業所との共同運行路線、KK34系統・KK35系統は野田営業所管轄路線であった。
- 北越谷駅西口 - (直行) - 埼玉スタジアム2002 ※ 臨時。朝日自動車との共同運行[6]。

#### 北越谷駅・吉川駅発着
- KK32 北越谷駅 - 大沢四丁目 - 花田一丁目 - 赤岩入口 - 弥生橋 - 中野尻 - 吉川駅北口

北越谷駅6:20発吉川駅北口行、吉川駅北口7:02発北越谷駅行と、平日朝1往復のみの運行である。

#### 吉川駅発着
- YK31 吉川駅北口 - 中野尻 - 弥生橋 - 松伏町役場入口 - ゆめみ野東 - 松伏高校前 - エローラ
- YK32 吉川駅北口 - 中野尻 - 弥生橋 - 松伏町役場入口 - ゆめみ野東 - 松伏高校前

#### せんげん台駅発着
- SG51 せんげん台駅 - 武里駅入口 - 平方郵便局 - 南代 - 大泊入口 - 赤沼十字路 - 大正大学入口
- SG52 せんげん台駅 - 武里駅入口 - 平方郵便局 - 南代 - 大泊入口 - 赤沼十字路 - まつぶし緑の丘公園

2007年（平成19年）4月1日に新設された。平日昼1本のみの運行である。
- SG61 せんげん台駅 - 念仏橋 - ふれあい広場前 - 老人福祉センター（くすのき荘）
- SG71 せんげん台駅 - 念仏橋 - 大泊・平方循環
- SG72 せんげん台駅 - 念仏橋 - 桜井小学校 - まつぶし緑の丘公園 - 松伏町役場
- SG73 せんげん台駅 - 念仏橋 - 桜井小学校 - まつぶし緑の丘公園

2007年（平成19年）4月1日に大川戸折返場は廃止された。

#### 北越谷駅・野田市駅・愛宕駅発着
- ND11 北越谷駅 - 大沢四丁目 - 花田一丁目 - 赤岩入口 - 松伏 - 十一軒入口 - 中野台 - 欅のホール - 愛宕駅 -  野田市駅
- ND12 北越谷駅 - 大沢四丁目 - 花田一丁目 - 赤岩入口 - 松伏 - 十一軒入口 - 下町 - 愛宕駅 - 野田市駅
- ND13 北越谷駅 - 東大沢橋 - 花田一丁目 - 赤岩入口 - 松伏 - 十一軒入口 - 中野台 - 欅のホール - 愛宕駅 - 野田市駅

以上の3路線は、東武鉄道から引継路線で、下町経由は1往復のみである。2023年（令和5年）10月6日までは野田営業所管轄路線であった。2023年（令和5年）10月7日のダイヤ改正により、3路線を合わせて平日8往復、土休日3.5往復に減便された。

#### 野田市駅・愛宕駅発着
- ND21 野田市駅 - 下町 - 愛宕駅 - 庚申塚 - 芽吹橋南詰 - 芽吹橋北詰 - 自然博物館入口 - 辺田 - 原口 - 岩井局前 - 岩井車庫

1991年（平成3年）に東武鉄道より移管された路線である。それ以前も茨城急行がほぼ同一区間に路線を持っており、その当時は岩井警察発着で運行していた。
2002年（平成14年）に北越谷駅～愛宕駅～岩井車庫の通し運行便が廃止され、全便が野田市駅で分割された。現在の一部便は、小型車（日野・ポンチョ）で運行されている。2023年（令和5年）10月6日までは野田営業所管轄路線であった。

#### 梅郷駅発着
- US11 梅郷駅 - 野田梅郷住宅入口 - 二ツ塚 - ショッピングセンター前 - 野田梅郷住宅

東武鉄道からの引継路線である。野田梅郷住宅入口～ショッピングセンター前では東武バスの柏13・野田梅郷住宅循環と並走する。2023年（令和5年）10月6日までは野田営業所管轄路線であった。

#### 東武動物公園駅発着
- 東武動物公園駅 - （直行） - 東武動物公園（東ゲート）

開設当初は、東武鉄道から譲渡された日野・ブルーリボン3扉車を使用していたが、現在は中型車で運行されている。他路線と異なり前乗り中降り運賃先払い方式となる。2023年（令和5年）10月6日まで、増便時は野田営業所と共同運行していた。
夏季の東武スーパープール営業時は、繁忙期の土休日に西ゲート発着の臨時便が運行される。

#### コミュニティバス
- まめバス（千葉県野田市）

2023年（令和5年）10月6日までは野田営業所管轄路線であった。

### 古河営業所

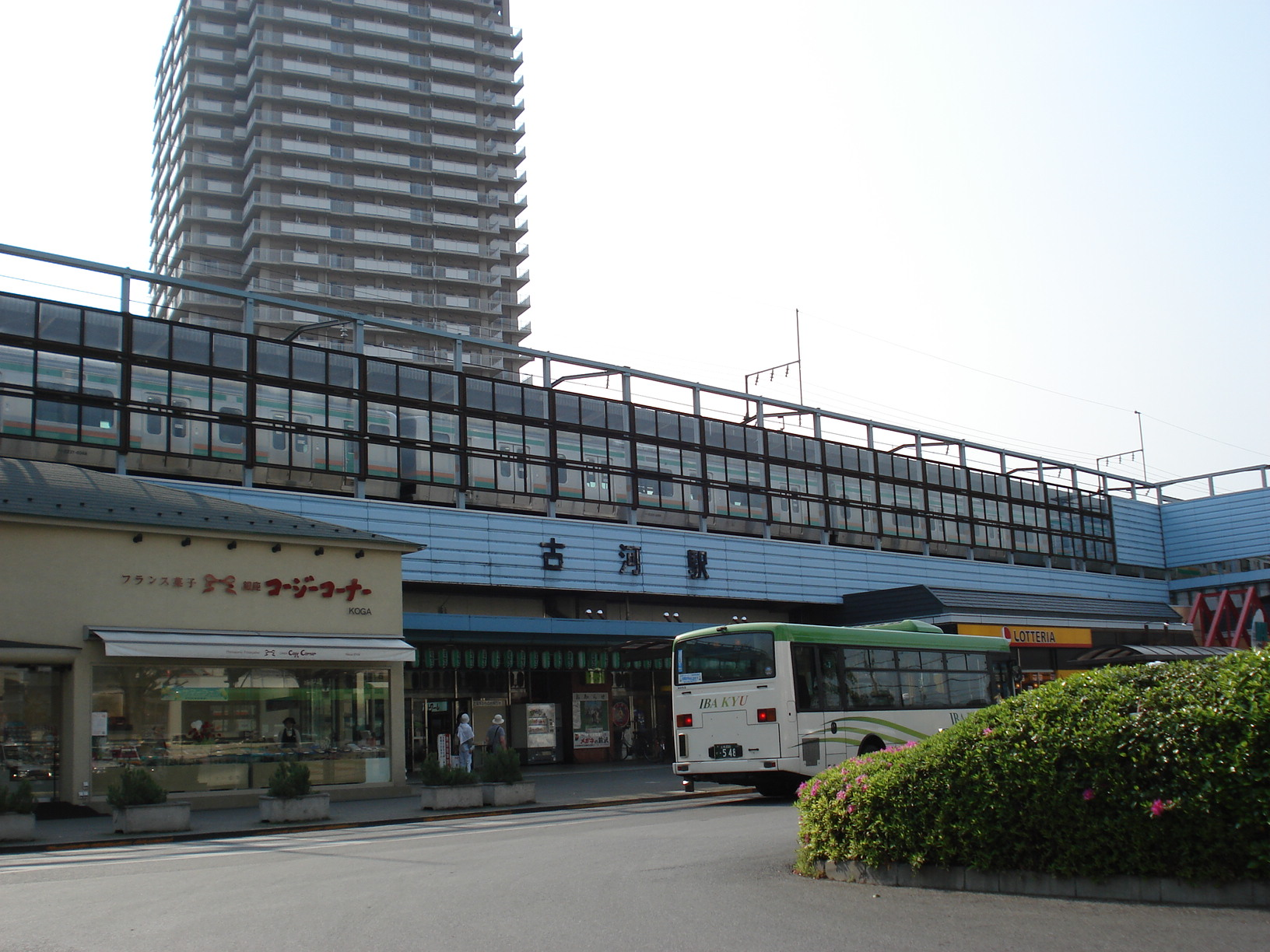
古河駅東口に停車している茨城急行自動車のバス（2007年5月）

#### 友愛記念病院方面
- KG12 古河駅東口 - 古河第一高校前 - 友愛記念病院

2006年（平成18年）2月2日の友愛記念病院移転に伴い新設。土休日運休。

#### 北茂呂車庫発着
- KG11 古河駅東口 - 東牛ヶ谷 - 上大野 - 諸川 - 七五三場 - 南茂呂 - 北茂呂車庫
- KG21 古河駅東口 - ※上辺見 - 丘里工業団地 - 関戸上 - 上大野 - 諸川 - 七五三場 - 南茂呂 - 北茂呂車庫

現在の茨急バスで、唯一結城市へ入る路線である。平成初期までは大戦防を経て結城駅まで運行されていた。
2020年（令和2年）3月14日のダイヤ改正により、東牛ヶ谷･丘里工業団地経由を合わせて平日2.5往復、土休日3.5往復に減便された。

#### 八千代町役場発着
- KG14 古河駅東口 - 東牛ヶ谷 - 上大野 - 諸川 - 尾崎 - 菅谷 - 八千代町役場
- KG22 古河駅東口 - ※上辺見 - 丘里工業団地 - 関戸上 - 上大野 - 諸川 - 尾崎 - 菅谷 - 八千代町役場
- KG17 古河駅東口 - 東牛ヶ谷 - 上大野 - 諸川 - 尾崎 - 八千代高校前 - 八千代工業団地 - 菅谷 - 八千代町役場
- KG13 菅谷 → 尾崎 → 諸川 → 上大野 → 東牛ヶ谷 → 古河駅東口

古河営業所では運行距離が一番長く、丘里工業団地経由よりも東牛ヶ谷経由の方が多く運行されている。
2003年（平成15年）までは、砂沼を経て下妻駅まで運行されていたが、菅谷まで短縮された後、2010年（平成22年）11月1日に八千代町役場まで延伸された。KG17系統（八千代高校前経由）は2021年（令和3年）10月1日運行開始。古河駅東口発7時台の1便と八千代町役場発16、18時台の2便のみ運行。KG13系統（菅谷発）は平日朝の古河駅東口行きの片道1便のみ運行されている。

#### 古河市三和庁舎発着
- KG23 古河駅東口 - ※上辺見 - 丘里工業団地 - 関戸上 - 上大野 - 諸川 - 古河市三和庁舎
- KG16 古河駅東口 - 東牛ヶ谷 - 上大野 - 諸川 - 古河市三和庁舎
- KG15 諸川 → 上大野 → 東牛ヶ谷 → 古河駅東口

2010年（平成22年）11月1日に諸川～古河市三和庁舎間が延伸された。東牛ヶ谷経由よりも丘里工業団地経由の方が多く運行されている。KG15系統（諸川発）は平日朝の古河駅東口行きの片道2便のみ運行されている。
古河市三和庁舎バス停には乗務員休憩室と乗客待合室、トイレが整備されている。
※上辺見、上辺見東の停留所は上辺見549番地(十間通り。洋服の青山茨城総和店)付近に設置されており、JRバス関東の類似、同名停留所(上辺見、上辺見東町)とは1キロ程度離れている。

#### コミュニティバス
- 古河市「ぐるりん号」

専用の日野・ポンチョ、日野・レインボーⅡが使用される。代走で茨急の一般路線車が使用されることもある。

#### 特定許可
- 栗橋駅 - 前橋競輪場・館林場外発売所送迎バス

開催日（年間350日程度）に後述の専用車で運行される。

#### 季節運行
- 古河駅西口 - 街角美術館 - 歴史博物館 - 古河総合公園

古河桃祭り開催中、茨急の一般運用車で運行される。途中の総合公園付近では狭隘路を走行する。
運賃は前払いで古河駅西口・古河総合公園からの乗車だと180円、途中乗車の場合は170円となる。

#### 臨時シャトルバス
- 北越谷駅西口 - 埼玉スタジアム東駐車場（朝日自動車が主体の共同運行）

埼玉スタジアムで開催される浦和レッズの試合開催日（土日祝日のみ）に運行する。2025年シーズンから運行に参入した。

## 廃止路線
松伏営業所
- 北越谷駅 - 東大沢橋 - さぎたか第二公園

老人福祉センターくすのき荘行きの区間便であった。
- 北越谷駅 - 大沢四丁目 - 新方橋 - 松伏 - 松伏溜入下 - せんげん台駅

1970年代後半に東武バスより移管、1996年(平成8年)頃に廃止された。末期の本数は平日一往復のみであった。
- せんげん台駅 → 武里駅入口 → 平方郵便局 → 南代 → 大泊入口 → 赤沼十字路 → 大正大学西口

1989年(平成元年)新設、1995年(平成7年)ごろに廃止された。
- せんげん台駅 - 愛宕駅 - 野田市駅
- 北越谷駅 - 大沢四丁目 - 花田一丁目 - 赤岩入口 - 弥生橋

野田営業所
- 北越谷駅 - 大沢四丁目 - 花田一丁目 - 赤岩入口 - 松伏 - 十一軒入口 - 中野台 - 欅のホール - 愛宕駅 - 庚申塚 - 芽吹橋南詰 - 芽吹橋北詰 - 自然科学館入口 - 辺田 - 原口 - 岩井局前 - 岩井車庫
- 北越谷駅 - 大沢四丁目 - 花田一丁目 - 赤岩入口 - 松伏 - 十一軒入口 - 下町 - 愛宕駅 - 庚申塚 - 芽吹橋南詰 - 芽吹橋北詰 - 自然科学館入口 - 辺田 - 原口 - 岩井局前 - 岩井車庫

かつては、埼玉・千葉・茨城の三県を跨ぐ路線であった。現在は全便が、北越谷駅～野田市駅・野田市駅～岩井車庫で分割されている。
- 北越谷駅 - 大沢四丁目 - 花田一丁目 - 赤岩入口 - 松伏 - 十一軒入口 - 下町 - 愛宕駅 - 庚申塚 - 芽吹橋南詰 - 芽吹橋北詰 - 自然科学館入口 - 辺田 - 原口 - 岩井局前 - 沓掛 - 宗道十字路 - 下妻駅 - 黒子 - 下館駅
- 辺田 - 原口 - 岩井局前 - 沓掛 - 宗道十字路 - 下妻駅
- 下妻駅 - 黒子 - 下館駅

最盛期は「越谷急行線」の名前で下館駅まで直通運行されていた。
- 野田市駅 - 愛宕駅 - 下町 - 梅郷駅入口 - 運河駅入口 - 香取神社 - 下花輪 - 流山市役所 - 流山駅

東武鉄道からの引継路線である。2001年（平成13年）に移管されて間もなく廃止された。
古河営業所
- 古河駅西口 - 古河支所入口 - 古河三高 - 中田 - 栗橋駅
- 古河駅西口 - 二高前 - 西大堤 - 中田 - 栗橋駅
- 古河車庫 - 古河駅西口 - 二高前 - 西大堤 - 中田 - 栗橋駅

栗橋駅から古河車庫へ向かう便は、埼玉・茨城・栃木の三県を跨ぐ路線であった。「ぐるりん号」との統合で2012年（平成24年）3月に廃止された。
- 古河駅東口 - 東牛ヶ谷 - 上大野 - 諸川 - 七五三場 - 南茂呂 - 北茂呂車庫 - 大戦防 - 作の谷 - 結城駅

元々は東武鉄道境営業所が運行していた結城駅～諸川～境車庫線だったが、撤退寸前に結城駅～諸川～古河駅東口に路線変更した。その後平成初頭に茨城急行に移管されたが、わずか1年程度で廃止された。
- 古河駅東口 - 東牛ヶ谷 - 上大野 - 諸川 - 尾崎 - 菅谷 - 砂沼 - 下妻駅

元々は東武鉄道が運行していた路線であったが、茨城急行移管後の2003年（平成15年）に菅谷～下妻駅が廃止された。
- 古河駅東口 - 東牛ヶ谷 - 友愛記念病院（現：関戸上） - 上大野 - 諸川 - 七五三場 - 南茂呂 - 北茂呂車庫
- 古河駅東口 - 東牛ヶ谷 - 友愛記念病院（現：関戸上） - 上大野 - 諸川
- (KG13) 古河駅東口 - 東牛ヶ谷 - 上大野 - 諸川 - 尾崎 - 菅谷
- (KG15) 古河駅東口 - 東牛ヶ谷 - 上大野 - 諸川
- 古河駅東口 - 丘里工業団地 - 関戸上 - 上大野 - 諸川
- 古河駅東口 - 丘里工業団地 - 友愛記念病院（現：関戸上）

以上の6路線は、2006年（平成18年）の友愛記念病院移転や、2010年（平成22年）の古河市三和庁舎・八千代町役場延伸に伴い路線変更された。
- 急行 古河駅東口 - 丘里工業団地 - 大和田南 - 古河市三和庁舎

2011年（平成23年）4月1日に新設された試験運行路線で、当初は古河駅東口・上辺見・丘里工業団地・大和田南・古河市三和庁舎のみ停車していた。平日の朝晩に4～5往復運行され、後に団地中央・稲宮にも停車するようになったが、2014年（平成26年）3月31日に休止された。
- 古河駅東口 - 丘里工業団地 - 道の駅まくらがの里こが - 大和田南 - 古河市三和庁舎

2013年（平成25年）7月にオープンした道の駅まくらがの里こがアクセスのため、同年9月5日より古河市三和庁舎行きの2往復が経由するようになったが、翌年3月31日に廃止された。道の駅まくらがの里こがを経由して三和庁舎方面へ運行するバスは後年古河市ぐるりん号道の駅・三和庁舎コースとして復活を果たしている。
- 北茂呂車庫 - 南茂呂 - 山川不動尊入口 - 関本仲町 - 下妻駅
- 古河駅東口 - 丘里工業団地 - 友愛記念病院（現：関戸上） - 上大野 - 上片田 - 南茂呂 - 山川不動尊入口 - 関本仲町 - 下館工業高校 - 下館駅

1980年（昭和55年）頃に関本仲町～南茂呂が廃止され、後に下館駅～関本仲町が廃止された。また撤退間際に下館駅の乗り場が北口から南口に変更された。
- 古河駅東口 - 丘里工業団地 - 友愛記念病院（現：関戸上） - 上大野 - 上片田 - 南茂呂 - 北茂呂車庫

上記路線が短縮された上、北茂呂車庫発着となったものである。上大野から南茂呂までは、内山街道を経由していた。
- 下館駅 - 谷貝 - 雨引駅

1980年（昭和55年）頃に廃止されている。

## 車両

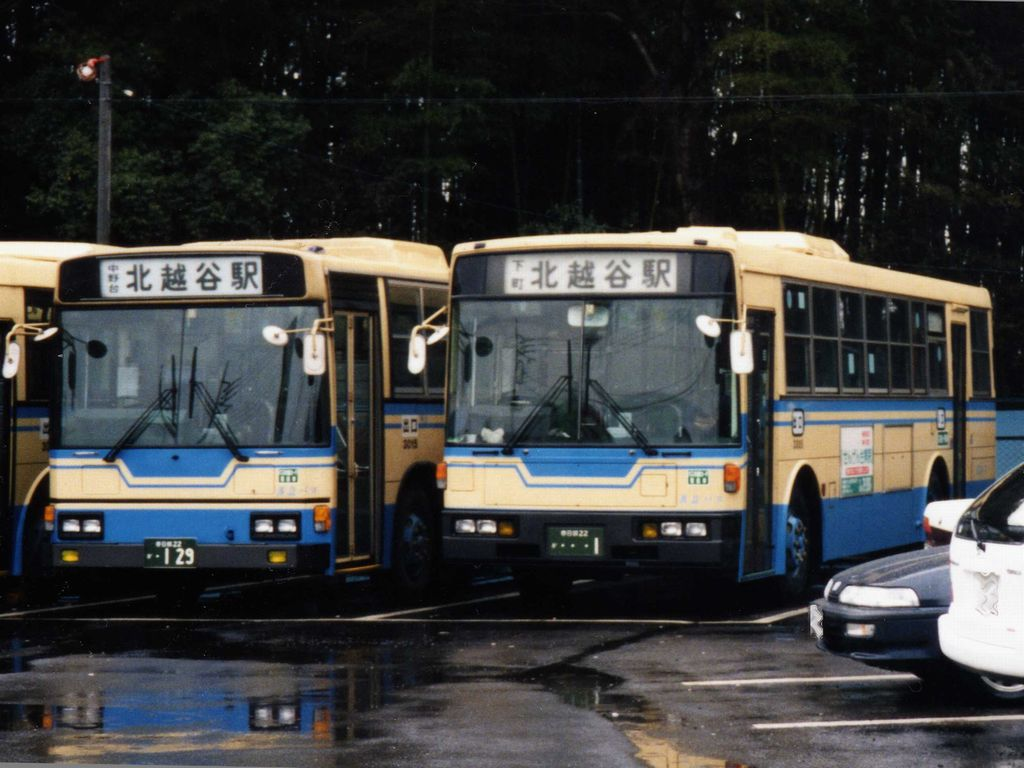
かつて在籍していた旧塗装車

一般路線車両の塗装は白地に屋根部分を緑色とし「IBAKYU」のロゴと3本の線が入る（青緑から緑、黄色、赤へとグラデーション）。
いすゞ自動車製と日野自動車製の車両で占められており、所属車両は中型車が多い。朝日自動車グループの流れでAT車が大半を占める。
松伏営業所は新車で占められているが、野田営業所は半分程度、古河営業所の過半数は松伏営業所からの移籍車である。特に古河営業所は、排出ガス規制区域外のため古参車が多い。
ナンバープレートは松伏営業所が「春日部」、野田営業所が「野田」、古河営業所が「土浦」および「つくば」である。
2023年10月7日に野田営業所が松伏営業所へ統合された。そのため統合時に野田営業所から転属した車両は2023年11月にまめバス専用車両を含む全車両が野田ナンバーから春日部ナンバーへ変更された。

### 社番
| 3    | 100      |
| ---- | -------- |
| 記号 | 固有番号 |

- 記号
3000番台…導入当初からの生え抜き車
5000番台…他社からの移籍車
- 固有番号
  - 001から999までの連番

上記の法則により、「3100」は導入当初からの生え抜き車の100号車ということになる。